# Kojiki

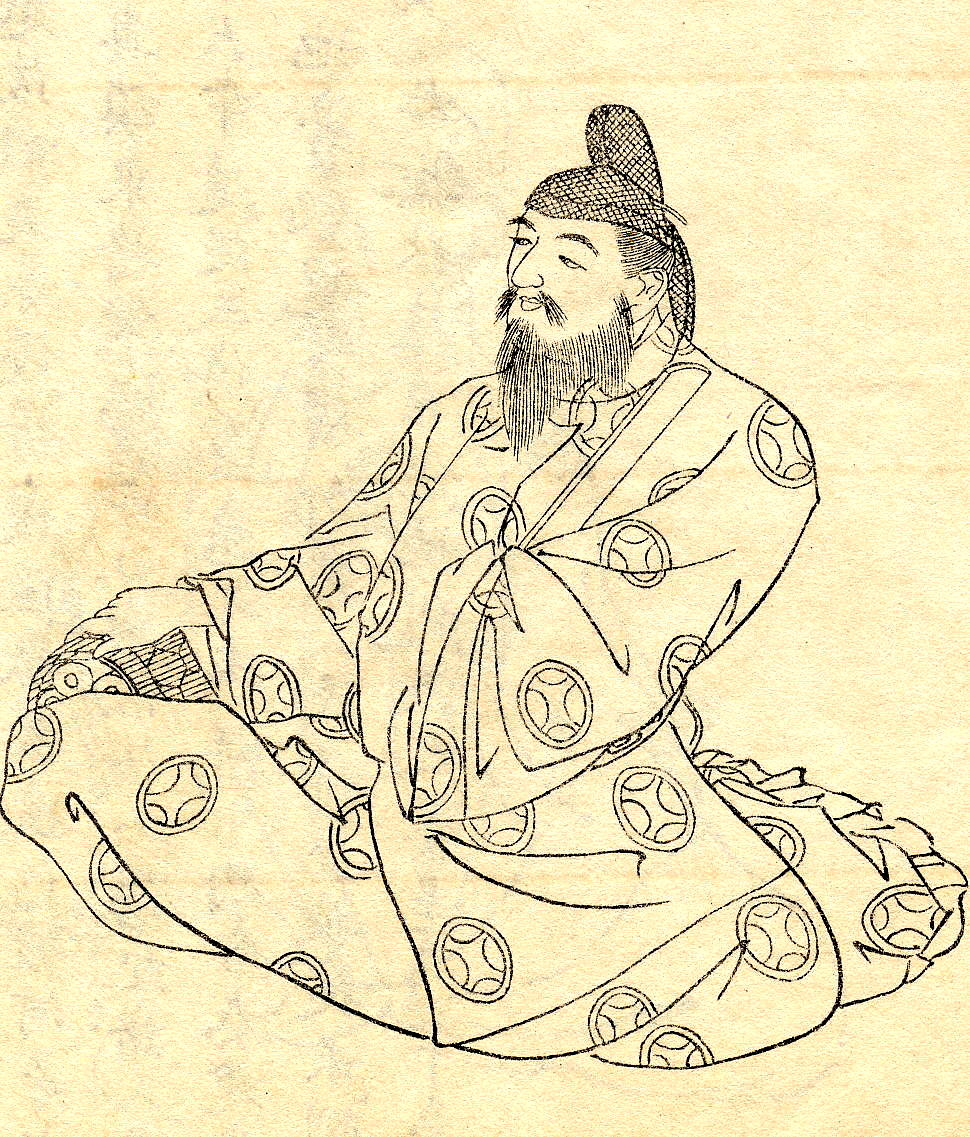
Ono Yasumaro werkte aan de Kojiki, afbeelding door Kikuchi Yosai

Kojiki of Furukotofumi (Japans: 古事記), staat bekend als de Kroniek van oude zaken, is het oudste overgeleverde boek over de antieke geschiedenis van Japan. Het verwijst naar een oudere verzameling van verhalen, de Kiujiki, waarvan wordt gezegd dat dit vernietigd is door brand. Kojiki dateert uit de Naraperiode en in Japan beschouwt men het als een klassieker. Door de vele mythen en tradities die in het boek beschreven staan, is het een goede weerspiegeling van de Japanse cultuur uit die tijd. 
Het schrijven begon in opdracht van keizer Tenmu in 680 en werd afgerond in opdracht van keizerin Genmei in 712. De Kojiki werd later gevolgd door een actuelere kroniek, de Nihonshoki.

## De opdrachtgevers en hun doel
De eerste persoon die de opdracht gaf tot het schrijven van de Kojiki was keizer Tenmu (天武). Hij regeerde van 672 na Christus tot 686 na Christus. Japan was in deze tijd nog vrij onstabiel, aangezien men net de Taika-hervormingen had doorgevoerd. Daarom wilde de keizer zijn macht vergroten door zijn goddelijke afstamming te bewijzen. Deze zou in de Kojiki beschreven worden. Als officiële reden gaf hij de onvolledigheid van de eerste keizerlijke kronieken. De titels van deze werken waren Teiki en Kyūshi.
Na de dood van keizer Tenmu had men de Kojiki nog steeds niet op papier gezet. Keizerin Genmei (元明) (regering 707-715) was de persoon die het project wilde afwerken. Zij had als doel om haar afstamming van de zonnegodin Amaterasu te benadrukken. Aan haar werd de Kojiki uiteindelijk overhandigd.

## Het tot stand komen van de Kojiki
De twee bronnen die aan de basis liggen van de Kojiki zijn de Teiki en de Kyūshi. De Teiki vertelt over de keizerlijke lijn die teruggaat tot de godin Amaterasu en de Kyūshi vertelt over het ontstaan van de wereld en de godheden of kami.
Keizer Tenmu beval een verteller aan het hof de twee geschriften uit het hoofd te leren. Deze verteller was Hieda no Are (稗田阿礼), waarvan men nog steeds niet zeker weet of hij een man of een vrouw was. Keizer Tenmu wilde dat Are uiteindelijk één samenhangend verhaal zou maken dat de keizerlijke geschiedenis beschreef. Tenmu stierf echter nog voor men de 'Kojiki' kon vastleggen.
Na Tenmu's dood beval keizerin Genmei aan Ō no Yasumaro(太安万侶) de 'Kojiki' met de hulp van Are samen te stellen. Op 9 maart 712 was de nieuwe kroniek eindelijk klaar. Spijtig genoeg is deze originele versie niet bewaard gebleven. Momenteel is de oudste versie een kopie van 1371-1372 die bewaard wordt in de Shimpukuji tempel in Nagoya.

## Inhoud van de Kojiki
De Kojiki begint met de creatie van de wereld door de Kami (goden) Izanagi en Izanami en eindigt met de regeringsperiode van keizerin Suiko. Het bevat diverse mythen en legendes van Japan. Daarnaast staan er diverse liederen/gedichten in. De mythen en historische gegevens staan in het Chinees gemengd met Japanse elementen, de liederen zijn geschreven in Chinese karakters, die alleen voor de klank worden gebruikt. Deze vorm van gebruik van Chinese karakters wordt Manyogana (万葉仮名) genoemd en de kennis hiervan is essentieel om de liederen te begrijpen. De liederen gebruiken het dialect van Yamato van de 7e en 8e eeuw.

### Het schrift
In de Kojiki gebruikte Ō no Yasumaro Chinese tekens om de Japanse taal uit te drukken. Dit was nodig, omdat Japan toen nog steeds geen eigen schrift ontwikkeld had. Aangezien de Japanse grammatica veel ingewikkelder was dan de Chinese, moest men alle grammatica uitdrukken in de Chinese taal. Daarom werden veel tekens vaak op sommige plaatsen fonetisch gebruikt en op andere dan weer met hun oorspronkelijke betekenis. Deze manier van schrijven wordt het 'schrijven met de hybrid kambun'-stijl genoemd. Deze stijl maakt de Kojiki wel moeilijk om te lezen.

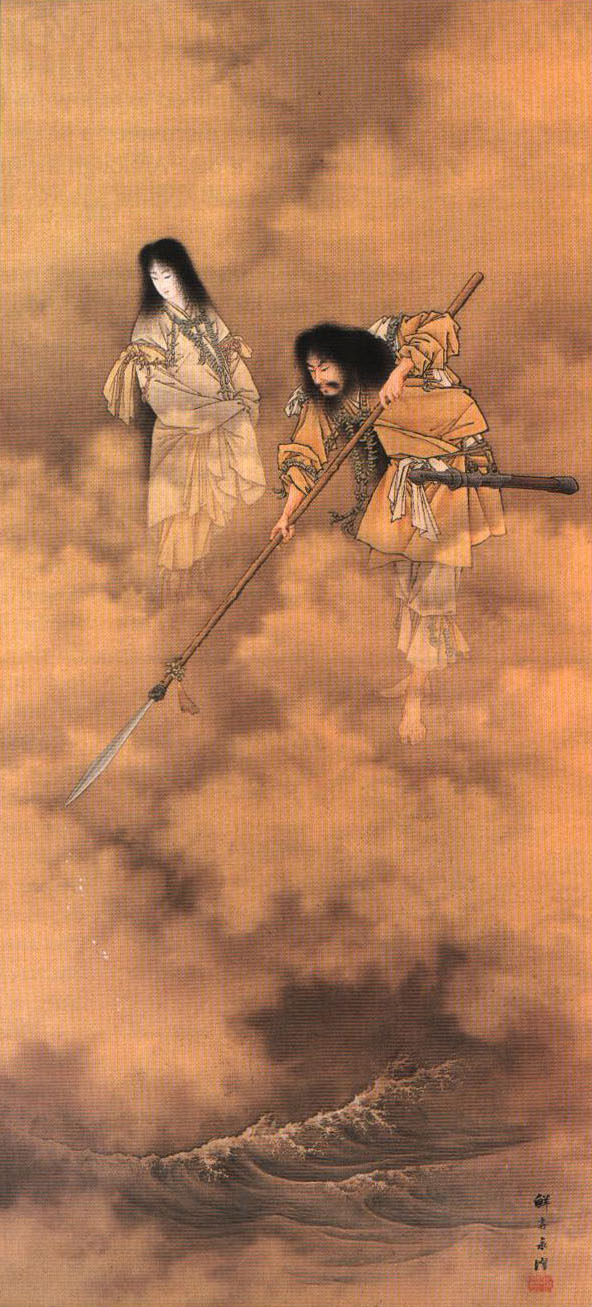
Izanami en Izanagi die met de heilige speer in de Chaos roeren. Zo maakten ze een eiland.

### Opbouw en inhoud
Allereerst schreef Yasumaro een inleiding. Hierin worden vele keizers verheerlijkt en, wat vooral belangrijk is, de schrijver stelt de Japanse keizers vaak boven de Chinese. Japan leek namelijk erg klein, omdat het grote, machtige China een grote invloed had op de staat. Japan wou dus uit nationalisme een eigen groot werk hebben. In de inleiding vermeldt de auteur nog de namen van de opdrachtgevers en het feit dat hij Chinese karakters gebruikt.
De Kojiki is verdeeld in drie delen: Kamitsumaki (let. bovenste rol), Nakatsumaki (let. middelste rol), en Shimotsumaki (lit. onderste rol).
Het eerste deel, "Kamitsumaki", omvat de inleiding en vertelt over de goden die Japan hebben geschapen en de geboortes van diverse goden. Het eerste deel wordt wel de 'Jindai no maki' ('Over de tijd van de goden') genoemd. Over het eerste deel is de meeste informatie te vinden, omdat dit deel het meest gedetailleerde is.
De godheden werden allemaal geboren in paren, zodat ze kinderen zouden kunnen baren. De belangrijkste van deze goden waren Izanagi en Izanami. Na een paar mislukte pogingen, kregen zij als eersten kinderen. Zelfs toen Izanami stierf, nadat ze de god van het vuur had gebaard, ontsprongen nog enkele godheden uit haar lichaamssappen (braaksel, ontlasting en urine). Daarna gaat Izanami naar de onderwereld en verloopt het verdere verhaal ongeveer zoals bij de Griekse Orpheus. Izanagi wil haar gaan halen en daalt af in de onderwereld. Zijn vrouw wil hem wel volgen, maar op de terugweg moet hij niet achteromkijken. Izanagi kan zich niet bedwingen, kijkt achterom en ziet het rottende lijk van zijn vrouw. Izanami wordt woest, probeert haar man te doden, maar faalt. De ontsnapte Izanagi wast zichzelf in een rivier, waardoor nog enkele godheden ontstaan. Daarna geeft hij alle godheden een taak. Het eerste boek eindigt wanneer Ninigi no Mikoto² naar Japan wordt gestuurd en keizer Jimmu op de troon wordt gezet.
Het tweede deel, "Nakatsumaki", begint met de geschiedenis van keizer Jimmu, de eerste keizer van Japan, en zijn verovering van Japan. Dit deel eindigt met de 15e keizer (Ojin), en loopt dus tot aan het begin van de vijfde eeuw. Veel van de verhalen zijn eerder mythologisch dan historisch van aard. Vanaf dit deel komen er geen echte mythen of verhalen meer in het boek voor. Om onbekende redenen zijn de 2e tot en met 9e keizer wel genoemd, maar hun prestaties ontbreken vrijwel geheel.
Het derde deel, "Shimotsumaki", behandelt de 16e tot en met de 33e keizer. In dit deel zijn de interacties met de goden beperkt. Over de 24e tot en met de 33e keizer ontbreekt veel informatie. De schrijver beschrijft vanaf het bewind van keizer Nintoku tot aan keizerin Suiko. Deze laatste regeerde echter tot 628 na Christus. Yasumaro heeft dus niets vermeld over laatste keizers voor hem. Er bestaat een theorie die beweert dat de auteur niet goed wist hoe hij met het korte regime van de Soga-clan moest omgaan. Zij waren tot voor de Taika-hervormingen aan de macht en hadden in 712 ook nog steeds een grote invloed.

## Motoori Norinaga

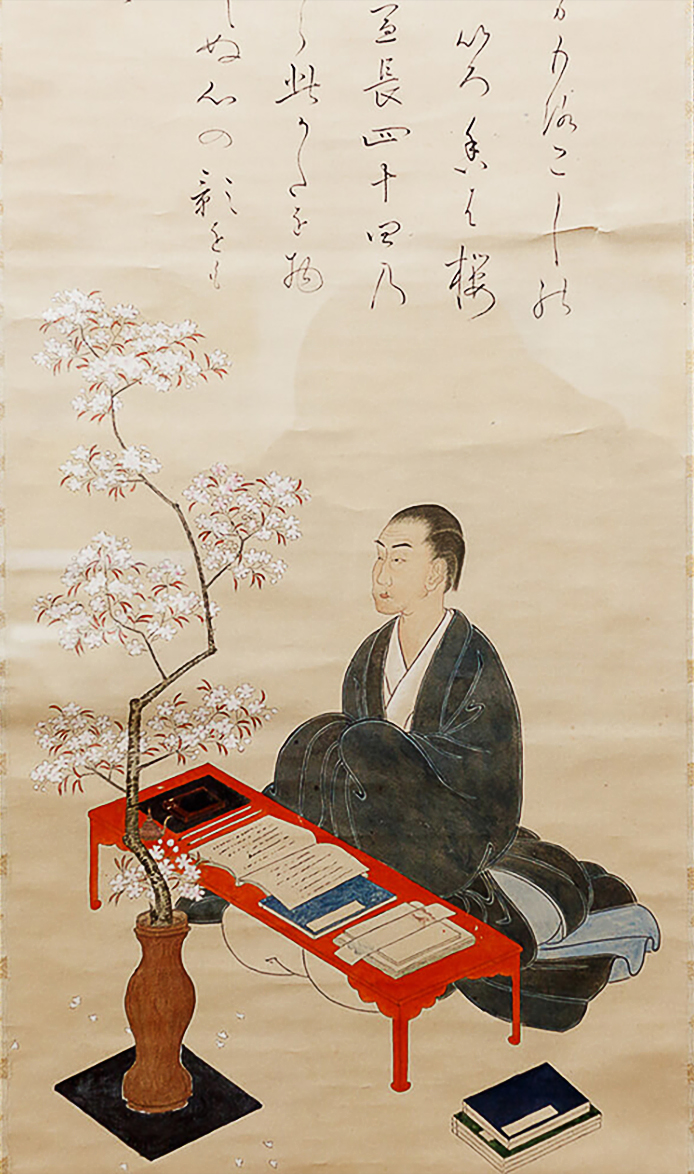
Zelfportret van Motoori

Motoori Norinaga werd geboren in 1730 en stierf in 1801. Zijn echte naam was Ozu Tominosuke en hij was de zoon van handelaars. Zijn vader stierf echter al toen Norinaga tien jaar oud was. Daarom had de auteur altijd een erg goede band met zijn moeder, die voor hem een rijke opleiding betaalde. De jonge man ging voor arts studeren in Kyōto, waar hij in contact kwam met oude Japanse werken. Zo werd zijn interesse voor de 'Kojiki' gewekt, waarna hij het idee opvatte om een volledige commentaar op het boek te schrijven. Hij werd geïnspireerd door zijn leraars, die al commentaren op een aantal oude werken hadden geschreven.

### De Kojiki-den
In de Edo-periode heeft Motoori Norinaga de Kojiki uitgebreid onderzocht. De resultaten hiervan zijn uitgegeven als de Kojiki-den (vrij te vertalen als 'Kojiki geannoteerd)'. Dit boek bestaat uit 44 boekdelen. Het hele werk werd geschreven tussen 1789 en 1822. Aangezien Norinaga in 1801 stierf, is ongeveer de helft van de 'Kojiki-den' door hem geschreven. Andere bekende schrijvers maakten zijn werk af. In deze periode werd voor het eerst gesuggereerd dat de Kojiki later is geschreven dan de schrijver de lezers wil doen geloven.
Wat vooral uniek is aan dit geschrift is, dat de auteur iedereen ervan bewust wou maken dat de Kojiki een Japans geschrift is. In zijn tijd, de 18de-19de eeuw, maakte men in Japan geen onderscheid tussen buitenlandse en binnenlandse teksten. Hij was een van de mensen die ervoor zorgde dat de Japanners hun eigen literatuur gingen erkennen en verder onderzoeken.
De eerste vertaling van de Kojiki in het Engels is geschreven in 1882 door de japanoloog Basil Hall Chamberlain. 
Een nieuwere vertaling, door Donald Philippi, werd uitgegeven in 1968/1969. Een recente vertaling is die van Gustav Heldt uit 2014. In 2011 werd een vertaling in het Nederlands door W. Umans uitgebracht.
- Bibliothèque nationale de France: cb12172914q (data)
- Gemeinsame Normdatei: 4249612-3
- Library of Congress Control Number: n81056609
- Bibliotheek van het Japanse parlement: 00633537
- Nationale Bibliotheek van Tsjechië: unn20241213835
- Nationale Bibliotheek van Israël: 987007510926505171
- Système universitaire de documentation: 030279070
- Virtual International Authority File: 176605434